# 丁晟
丁晟（1970年—），男，中国山东青岛人，電影導演、編劇和剪輯師，另執導了超过300部電視廣告片。

## 生平
自幼学画，1994年毕业于北京电影学院美術系，2001年于北京电影学院导演班进修。首部电影作品为2008年的《硬汉》。跟成龍先后合作了《大兵小將》（2010）、《警察故事2013》和《铁道飞虎》三部电影。
2015年作品《解救吾先生》获得第2屆丝绸之路国际电影节年度故事片奖，第16届中国电影华表奖优秀故事片奖及第31届中国电影金鸡奖最佳剪辑，和提名了第52屆金馬獎最佳剪辑。

## 作品
- 硬汉（2008）（导演）
- 大兵小將（2010）（导演）
- 硬汉2（2011）（导演、编剧、剪接）[2]
- 警察故事2013（2013）（导演、编剧、剪接）[3]
- 解救吾先生（2015）（导演、编剧、剪接）
- 铁道飞虎[4]（2016）（导演、剪接）
- 英雄本色2018（2018）（导演）[5]
- 特警隊（2019）（导演）
- 沒有一頓火鍋解決不了的事（2024）（導演、編劇）